# 부흥고등학교 (경기)
부흥고등학교(復興高等學校)는 대한민국 경기도 안양시 동안구 비산동에 위치한 공립 고등학교이다.

## 학교 연혁
- 1991년 12월 30일 : 24학급 설립 인가
- 1993년 1월 28일 : 30학급 학칙변경 인가
- 1993년 3월 1일 : 초대 허복 교장 취임
- 1995년 4월 10일 : 학교운영위원회 운영 시범학교 지정(도)
- 1999년 1월 31일 : 체육관(응비관) 준공
- 2002년 6월 21일 : 신관 준공(16개 교실)
- 2009년 9월 15일 : 48학급 학칙 변경 인가
- 2011년 3월 2일 : 자율학교
- 2011년 3월 2일 : 과학중점학교 및 B1-type 과학·수학 특성화지원형 교과교실제 연구학교
- 2014년 3월 3일 : 교육과정 자율학교
- 2014년 3월 3일 : 과학중점 학교 및 수학과학 교과교실제
- 2023년 3월 2일 : 인공지능(AI) 선도학교 지정
- 2023년 12월 27일 : 제29회 316명 졸업
- 2024년 3월 1일 : 제13대 정경애 교장 취임
- 2024년 3월 4일 : 제32회 357명 입학

## 참고 자료
- 부흥고등학교 - 한국교육학술정보원 학교알리미